# Het huis aan het water
Het huis aan het water is een artistiek kunstwerk in Amsterdam-Zuid.
Het is een creatie van kunstenares Dicky Brand dat geplaatst is op de groenstrook ten zuiden van het Zuider Amstelkanaal dat de naam draagt van Henri Viottakade. Het staat even ten noorden van de hoek van de Prinses Marijkestraat.
Voor die plek ontwierp Brand een open constructie op een vijfhoekig grondvlak. Van daaruit rijzen vijf platen met rechthoekige openingen en ribben van lucht omhoog om na een knik weer samen te komen in een punt.   
Het beeld lijkt op de "Trofee van Het Nieuwe Rotterdam" uit 1989 dat toen overhandigd werd aan Bewoners Organisatie Feyenoord. Het was een eveneens torenachtig object, maar dan op vierkante ondergrond.